# Glenwood (Washington, Klickitat megye)
Glenwood az Amerikai Egyesült Államok északnyugati részén, Washington állam Klickitat megyéjében elhelyezkedő statisztikai település.
A település nevét a közeli szurdokról (glen) és fákról (wood) kapta.
A terület hovatartozása a yakima háborút lezáró 1855-ös egyezmény óta vita tárgyát képezi. A Yakama rezervátum eredeti térképét csak 1930-ban találták meg; eközben négyszáz négyzetkilométernyi terület magánkézbe került, további nyolcvanöt négyzetkilométer pedig a földművelésügyi minisztérium fennhatósága alá került. Richard Nixon 1972-es rendelete ez utóbbit visszaadta az indiánoknak, azonban a másik körzet magánkézben maradt. Az Egyesült Államok 1970-ben 2,1 millió dollár kártérítést fizetett ki az őslakosok részére.

## Éghajlat
A település éghajlata mediterrán (a Köppen-skála szerint Csb).
| Hónap                                   | Jan.  | Feb.  | Már.  | Ápr.  | Máj.  | Jún. | Júl. | Aug. | Szep. | Okt.  | Nov.  | Dec.  | Év    |
| --------------------------------------- | ----- | ----- | ----- | ----- | ----- | ---- | ---- | ---- | ----- | ----- | ----- | ----- | ----- |
| Rekord max. hőmérséklet (°C)            | 15,0  | 20,0  | 23,0  | 29,0  | 36,0  | 37,0 | 38,0 | 38,0 | 37,0  | 31,0  | 21,0  | 14,0  | 38,0  |
| Átlagos max. hőmérséklet (°C)           | 3,6   | 6,1   | 10,2  | 14,0  | 18,6  | 21,9 | 27,0 | 27,3 | 23,2  | 16,1  | 8,0   | 2,7   | 14,9  |
| Átlagos min. hőmérséklet (°C)           | −4,7  | −4,2  | −2,1  | −1,0  | 1,6   | 4,4  | 6,1  | 5,6  | 2,0   | −1,6  | −2,6  | −5,2  | −0,1  |
| Rekord min. hőmérséklet (°C)            | −31,0 | −28,0 | −16,0 | −12,0 | −10,0 | −6,0 | −2,0 | −4,0 | −9,0  | −18,0 | −30,0 | −33,0 | −33,0 |
| Átl. csapadékmennyiség (mm)             | 137   | 98    | 76    | 39    | 28    | 20   | 6    | 6    | 20    | 51    | 126   | 152   | 759   |
| Forrás: Western Regional Climate Center |       |       |       |       |       |      |      |      |       |       |       |       |       |

## Fordítás
Ez a szócikk részben vagy egészben  a   Glenwood, Klickitat County, Washington című angol Wikipédia-szócikk ezen változatának fordításán alapul.  Az eredeti cikk szerkesztőit annak laptörténete sorolja fel. Ez a jelzés csupán a megfogalmazás eredetét és a szerzői jogokat jelzi, nem szolgál a cikkben szereplő információk forrásmegjelöléseként.